# Notohippus
Notohippus es un género extinto de mamífero notoungulado del Mioceno temprano, con una única especie, Notohippus toxodontoides.

## Descripción
Este animal es conocido por fósiles muy incompletos, incluyendo parte de la dentición superior e inferior, por lo que no es posible reconstruir su apariencia en detalle. A partir de la comparación con animales más conocidos, como Rhynchippus, es posible suponer que Notohippus era un animal con un cuerpo relativamente robusto, con un hocico corto y patas de tres dedos. Comparado con otros animales similares de edad similar, como Argyrohippus, Notohippus estaba dotado de una dentición discontinua, el canino superior y el primer premolar inferior estaban ausentes y las series del segundo y tercer premolar superior e inferior eran más cortas. Además la corona dental del primer incisivo superior estaba muy curvada, y los molares superiores tenían pliegues en el parastilo y el paracónido menos desarrollados, y un ectolofo menos ondulado. El canino inferior tenía forma de incisivo, y los molares inferiores tenían un ángulo posterolabial del talónido más redondeado y una entrada del trígono más estrecha.

## Clasificación
Notohippus toxodontoides fue descrito por primera vez por Florentino Ameghino en 1891, sobre la base de restos fósiles encontrados en suelos del Mioceno inferior en la Patagonia. Se han encontrado otros fósiles en otras zonas de Argentina y Chile. Notohippus es el género epónimo de los notohípidos (Notohippidae), una familia probablemente parafilética de notoungulados toxodontes, cuyos miembros son probablemente ancestros de los verdaderos toxodóntidos. En particular, Notohippus parece ser más derivado que Argyrohippus.